# Chevel Šalom
Chevel Šalom (hebrejsky: חבל שלום, doslova Oblast míru) je blok vesnic v Izraeli, v jižním distriktu, v Oblastní radě Eškol.

## Geografická poloha
Region leží na severozápadním okraji Negevské pouště, ale od 2. poloviny 20. století je intenzivně zúrodňován a zavlažován a ztratil téměř charakter pouštní krajiny. Jde o zemědělsky obdělávaný pás přiléhající k pásmu Gazy a navazující na pobřežní nížinu. Jižně od tohoto sídelního pásu ovšem ostře začíná zcela aridní oblast pouštního typu zvaná Cholot Chaluca.
Nachází se v nadmořské výšce cca od 70 do 110 metrů. Severní hranicí oblasti je pásmo Gazy, na západě je to mezinárodní hranice mezi Izraelem a Egyptem. Na jihu je to region Cholot Chaluca. Pouze na východě přechází Chevel Šalom pozvolna a bez větších krajinných rozdílů do zemědělsky využívaného regionu s podobnou rozptýlenou vesnickou zástavbou. Terén regionu je pozvolný, na rozdíl od jižního a severního Negevu bez větších výškových rozdílů a bez hluboce zaříznutých údolí jednotlivých vádí. Na dopravní síť je napojen pomocí lokální silnice 232.

## Osidlování regionu Chevel Šalom
Už koncem 40. let a v 50. letech 20. století byly po válce za nezávislost a vzniku státu Izrael v této oblasti zřízeny první zemědělské osady. Šlo o kibucy Nir Jicchak (1949) a Kerem Šalom (1956). Šlo ale stále o velmi řídce zalidněnou oblast v pohraničním regionu vystaveném opakovaným konfrontacím mezi Izraelem a Egyptem.
Popud k plánovitému osidlovacímu programu v této oblasti dal až podpis egyptsko-izraelské mírové smlouvy koncem 70. let 20. století. V jejím rámci se totiž Izrael stáhl ze Sinajského poloostrova a vyklidil i izraelské osady na Sinajském poloostrově zřízené zde po roce 1967, kdy Izrael Sinaj obsadil. Pro podstatnou část vystěhovaných židovských obyvatel Sinaje pak byly zde, jen pár kilometrů od původních izraelských osad ležících v lokalitě Chevel Jamit, zřízeny nové vesnice, které utvořily nynější blok Chevel Šalom.
Budování vesnic začalo roku 1981. Vzniklo zde šest zemědělských osad typu mošav (Dekel, Jated, Jevul, Pri Gan, Sdej Avraham a Talmej Josef) a středisková obec Avšalom. Ty jsou sdruženy do společné organizace, která zajišťuje jejich obyvatelům sociální a ekonomické služby. Kromě toho poblíž nich vyrostly i dva kibucy Cholit a Sufa, rovněž obydlené vysídlenci ze Sinaje. Regionálně, byť ne organizačně a svým původem, do Chevel Šalom spadají i dvě výše uvedené starší zemědělské osady Kerem Šalom a Nir Jicchak. Počátkem 21. století pak jižně od stávajících vesnic bloku Chevel Šalom začala na písečných dunách Cholot Chaluca výstavba dalších osad, tentokrát určených pro židovské rodiny vystěhovalé z pásma Gazy. Jde zatím o osady Bnej Necarim, Nave a Šlomit.
Místní ekonomika je založena na zemědělství (zejména skleníkové hospodářství a pěstování polních plodin či ovoce), průmyslu a službách včetně turistiky.

## Seznam sídel
Užší Chevel Šalom
- Avšalom (středisková obec)
- Dekel
- Jated
- Jevul
- Pri Gan
- Sdej Avraham

Kibucy vzniklé souběžně s Chevel Šalom
- Cholit
- Sufa

Starší vesnice v regionu
- Kerem Šalom
- Nir Jicchak

## Demografie
K 31. prosinci 2008 žilo v sedmi vesnicích úžeji definovaného regionu Chevel Šalom 2 387 lidí. Včetně kibuců Cholit a Sufa jich bylo 2 742. Při započítání starších vesnic Kerem Šalom a Nir Jicchak 3 307. Obyvatelstvo je zcela židovské.